# Пятрулис, Витаутас
Ви́таутас Пятру́лис (лит. Vytautas Petrulis, 3 февраля 1890, дер. Кателишкяй близ Вобольников, Ковенская губерния, Российская империя (ныне — Биржайский район, Литва) — 3 декабря 1941, Ухта, СССР) — литовский государственный деятель, премьер-министр Литвы (1925).

## Биография
Родился в семье богатого (имевшего 30 га земли) крестьянина. Когда он окончил начальную школу, умер отец и поэтому он мог продолжать учиться только при поддержке братства святого Альфонсо. Учился в гимназии в Митаве, из которой был исключён за участие в борьбе с царизмом. Окончил Московский коммерческий институт, в котором учился с 1911 года. Участвовал в деятельности литовских студенческих организаций.
Работал в Москве, Петрограде, Воронеже. В Воронеже при литовской гимназии организовали курсы бухгалтерского учёта. В марте 1918 года вернулся в Литву, занимался журналистикой. В том же году избран в Литовскую Тарибу и включён в её финансовую комиссию. В марте-апреле 1919 года занимал пост министра финансов в правительстве Пранаса Довидайтиса, в декабре того же года выступил одним из организаторов первого национального банка — Литовского банка торговли и промышленности, с 1920 года руководил его отделением в Мемеле.
В феврале 1922 года вновь стал министром финансов и занимал этот пост в четырёх правительствах подряд, представляя Литовскую христианско-демократическую партию. На этой должности руководил введением в декабре 1922 года национальной валюты — лита. 4 февраля 1925 года занял также пост премьер-министра, но уже 25 сентября того же года вынужден был уйти в отставку, подвергнувшись критике из-за попытки создать в целях развития деревоперерабатывающей промышленности в Клайпеде для польских коммерсантов-поставщиков дерева льготные условия. После переворота, организованного Сметоной, удалился из политики, однако в 1932 году был приговорён к двум годам тюрьмы за сотрудничество с Польшей на посту премьер-министра и через полтора месяца освобождён по амнистии. Продолжал заниматься банковской деятельностью и сельским хозяйством в образцовом поместье Юлианава площадью 103 га, специализирующемся на молочном животноводстве.
В 1937 году вернулся к активной общественной жизни и помог основать экспортно-торговую компанию, стал её председателем. После установления советской власти уже 29 июля 1940 года был арестован в Каунасе, в феврале 1941 года Особым совещанием был приговорён к восьми годам заключения. Срок отбывал в Ухтпечлаге, где 6 сентября 1941 года выездным заседанием Верховного суда Коми АССР признан виновным в распространении антисоветской пропаганды с целью организации волнений среди заключённых, и приговорён к смертной казни. 3 декабря того же года Витаутас Пятрулис был расстрелян.